# Karl Merkatz
Karl Merkatz (Bécsújhely, Alsó-Ausztria, 1930. november 17. – Irrsdorf, Straßwalchen, Salzburg tartomány, 2022. december 4.)) osztrák színpadi és filmszínész, népszínművek rendszeres szereplője („Volksschauspieler”). Legismertebb szerepeiben a „tipikus” osztrák kispolgár és a félrelökött proletár karakterét alakította sikerrel, így a morgolódó Edmund „Mundl“ Sackbauert Reinhard Schwabenitzky rendező Ein echter Wiener geht nicht unter (Egy igazi bécsi nem marad alul) című tévésorozatban, majd az ügyeskedni kényszerülő Karl Bockerer hentesmestert Franz Antel rendező Bockerer filmsorozatában. A Merkatz által alakított proletár karakterek Ausztriában népszerű kultuszfigurává váltak.

## Élete

### Származása, tanulmányai
Alsó-ausztriai munkáscsaládból származott, édesapja szerszámkészítő szakmunkás, édesanyja szövőnő volt. Először asztalos szakmát szerzett, később Salzburgban, Bécsben és Zürichben színészmesterséget tanult. 1955-ben a Mozarteumban kitüntetéssel letette záróvizsgáit. Sorra kapta színpadi megbízásait a heilbronni Kis Színházban (Kleines Theater), a nürnbergi Városi Színházban (Städtische Bühnen), a salzburgi Tartományi Színházban (Landestheater), a kölni Városi Színházban (Bühnen der Stadt Köln), a hamburgi Német Színházban (Deutsches Schauspielhaus) és Thália Színházban (Thalia Theater Hamburg), a müncheni Kamaraszínpadon (Münchner Kammerspiele), a klagenfurti Városi Színházban (Stadttheater Klagenfurt), és Bécsben, a Józsefvárosi Színházban (Theater in der Josefstadt), a Burgtheaterben, és a Wien-folyó menti Színházban (Theater an der Wien).). Színpadi szerepeinek száma meghaladja a 150-et. Saját kedvencének a Godot-ra várva c. színművet vallotta.
Heilbronnban ismerte meg későbbi feleségét, Martha Metzet, akivel 1956-ban házasodtak össze. A házaspár Salzburg tartományban fekvő Irrsdorf községbe költözött (Straßwalchen mellett). Két leányuk született, Gitta (1958) és Josefine (1962).

### Színészi pályája

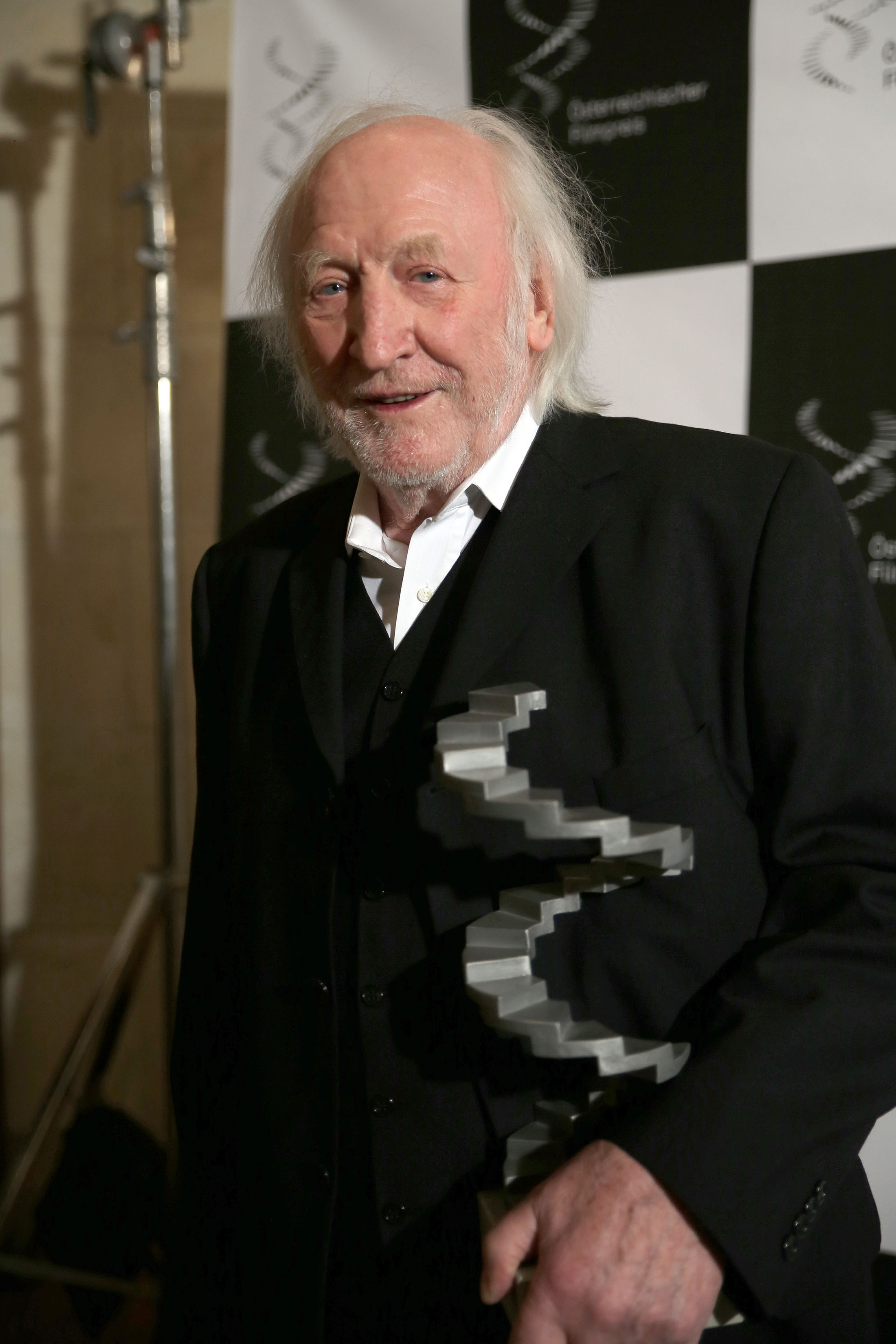
2013-ban, az Osztrák Filmdíjjal

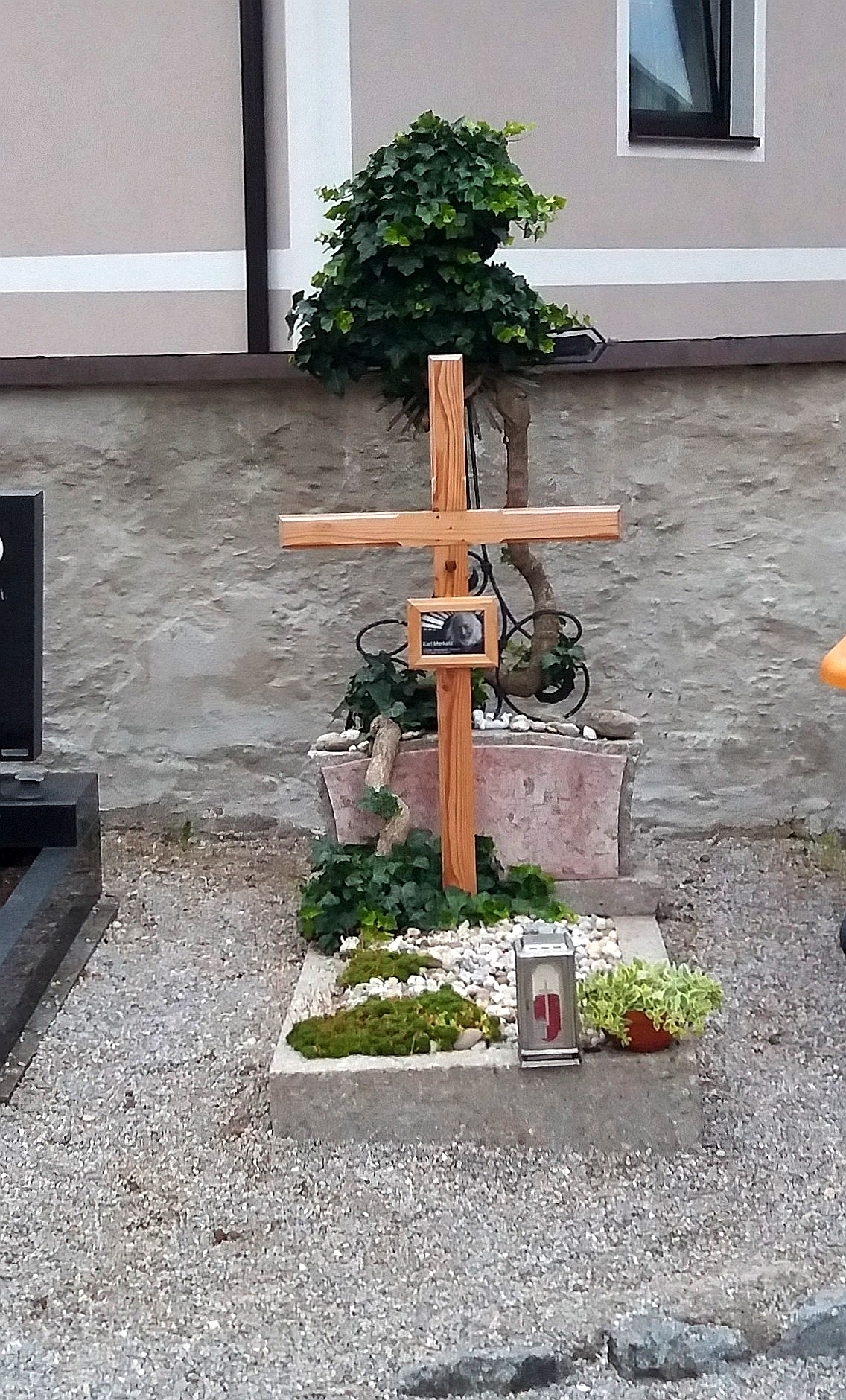
Sírhelye az Irrsdorfi templom kertjében, Straßwalchen mellett

Számos színpadi és televíziós szerepe között igen nagy ismertséget és népszerűséget szerzett a proletár villanyszerelő, „Mundl“ Edmund Sackbauer megformálásáért, a négy éven át sugárzott Ein echter Wiener geht nicht unter című tévésorozat állandó főszerepében (1975–1979). A sorozat Ernst Hinterberger 1966-ban kiadott „Salz der Erde” című regényéből készült.  A történetek egy bécsi munkáscsalád és környezetének eseményeit dolgozzák fel, ezen túlmutatva a Kreisky-korszak egész bécsi munkásmiliőjét mutatják be, realista eszközökkel, némi társadalomkritikával és szatírával. A filmsorozat szereplői jellegzetes bécsi osztrák dialektusban („weanerisch”) beszélnek, erős szlenget használnak, beszédstílusuk szókimondó, néha trágár. Az „Ein echter Wiener”-sorozat nézettsége Ausztriában meghaladta a korabeli importált amerikai szappanoperák nézettségét. Az 1970-es években Reinhard Schwabenitzky salzburgi író-rendező több filmkomédiájában is szerepelt. Énekesként is fellépett, és néhány hanglemezt is kiadott.
Hasonlóan nagy személyes sikert aratott a Bockerer filmek címszereplőjeként. Franz Antel rendező négy filmből álló eposzt készített Karl Bockerer bécsi hentesmester és családja kalandjairól. A minden hájjal megkent, ügyeskedő, de politikai ügyekben analfabéta Bockerer és barátai a történelem válságos éveit igyekeznek óvatosan manőverezve túlélni és közben még pénzt is próbálnak keresni: a német nácik által megszállt Bécsben (I. rész, 1981); a háború utáni négyhatalmi megszállás alatt (II. rész, 1996); az 1956-os magyarországi forradalom napjaiban (III. rész, 2000); és végül a prágai tavasz idején (IV. rész, 2003). Az első és legsikeresebb Bockerer-film főszerepében nyújtott alakításért Merkatz két díjat is kapott, a Moszkvai Filmfesztivál legjobb színésznek járó díját és a berlini Arany Filmszalag-díjat. (A Bockerer-filmek II. és III. részét Magyarországon „A bécsi Švejk” címmel is vetítették).
2005-től Grillparzer: Ottokár király tündöklése és bukása című színművében Benesch von Diedicz szerepét alakította, az előadás eljutott a Salzburgi Ünnepi Játékokra, és 2005 októberétől a bécsi Burgtheater repertoárján ment. A 2006-os Salzburgi Ünnepi Játékokon Merkatz két szerepet is játszott Hofmannsthal: Akárki (Jedermann) drámájában, az „Úristent” és a „szegény szomszédot”.
Idős korában is sokat dolgozott, szerepelt, csak kilencvenévesen, 2020-ban vonult vissza. 2022 decemberében hunyt el otthonában.

### Egyéb tevékenységei, életeseményei
Merkatz intenzíven dolgozott az osztrák SOS Mitmensch civil szociális segítő és jogvédő szervezetben. 1999–2001 között a szervezet elnöki tisztségét töltötte be.
2005. szeptember 19-én Henndorf község területén, a B-1 számú országúton, előzés közben Merkatz balesetet okozott, melynek során egy 33 éves motorkerékpáros életét vesztette. 2006 januárjában a salzburgi tartományi bíróság négy hónap felfüggesztett börtönbüntetésre ítélte.

### Kitüntetései, díjai
- 1981: Moszkvai Nemzetközi Filmfesztivál: a legjobb férfi színész díja, a Bockerer-ben nyújtott alakításáért.
- 1982: Német Filmdíj: Arany Filmszalag-díj, mint legjobb férfiszínész, a Bockerer-ben nyújtott alakításáért.
- 1995: Bécs szövetségi főváros arany érdemérme, a bécsi színpadokon végzett színművészi munkájáért és bécsi karakterek kiváló megformálásáért
- 1995: Bécsújhely város díszgyűrűje.
- 1996: Romy-díj arany fokozata, a legjobb férfi színésznek.
- 1999: Osztrák Gazdasági és Művészeti Érdemkereszt (Österreichisches Ehrenkreuz für Wissenschaft und Kunst)
- 2002: Alsó-Ausztria szövetségi tartomány Érdemérme
- 2012: Montérali Filmfesztivál: a legjobb színész díja, az Anfang 80-beli alakításáért.[15]
- 2012: Zürichi Filmfesztivál: kiemelt laudáció az Anfang 80-ban nyújtott alakításáért.[15]
- 2013: Osztrák Filmdíj: a legjobb férfi színésznek, az Anfang 80-ban nyújtott alakításáért.
- 2016: Osztrák Gazdasági és Művészeti Érdemkereszt I. osztálya (Österreichisches Ehrenkreuz für Wissenschaft und Kunst I. Klasse)
- 2017: Bécsújhely város díszpolgára[16]
- 2020: Straßwalchen város díszpolgára[17]

## Főbb filmszerepei
- 1964: Romeo und Julia; tévéfilm; zenész
- 1966: Die hundertste Nacht; tévéfilm; Fujima
- 1966: Ulrich und Ulrike; tévésorozat; Antonius
- 1969: Doppelagent George Blake; tévéfilm; Owens konzul
- 1969: Die Erben des tollen Bomberg; tévéfilm; plébános
- 1967–1970: Polizeifunk ruft; tévésorozat; Herbert Schweiger / Kurt Narwitz
- 1971: König Johann; tévéfilm; Leopold, Ausztria hercege
- 1976: A fiatal Freud (Der junge Freud); tévéfilm; Dr. Josef Breuer
- 1977: Kleinere Taschenkunststücke; tévéfilm; pasas
- 1975–1979: Ein echter Wiener geht nicht unter; tévésorozat; Edmund „Mundl” Sackbauer
- 1979: Easy Radler – Abenteuer in Australien; tévé-minisorozat; Karl Roitinger
- 1980: Der Bockerer; tévéfilm; Karl Bockerer
- 1981: Bockerer / A bécsi Svejk (Der Bockerer); Karl Bockerer
- 1982: Der Untergang Wiens; tévéfilm; Karl
- 1983: A bíróságon ismét találkozunk (Vor Gericht seh’n wir uns wieder); tévéfilm; férfi
- 1983: Der Hausmeister; tévéfilm; Davies
- 1986: Sasok és griffmadarak (Lenz oder die Freiheit); tévé-minisorozat; Böning
- 1986: Irgendwie und sowieso; tévésorozat; Herr Kerschbaumer
- 1983–1987: Tetthely (Tatort); bűnügyi tévésorozat; Berti Hawratil / Glauber főfelügyelő
- 1987: Der Joker (USA); Josef Blach
- 1987: Der Ochsenkrieg; tévé-minisorozat; Herr Runotter
- 1988: Die liebe Familie; tévésorozat; Malek alezredes
- 1989: Das Mädl aus der Vorstadt; tévéfilm; Knöpfel
- 1991: Wer Knecht ist, soll Knecht bleiben; tévéfilm; börtönlelkész
- 1992: Két férfi, egy eset (Ein Fall für zwei); tévésorozat; Karl Lohse
- 1992: Mord im Wald; tévéfilm; Sandler
- 1993: Álom és szerelem (Rosamunde Pilcher); tévésorozat; Pettifer
- 1992: A hegyi doktor (Der Bergdoktor); tévésorozat; Ludwig Breinfalk
- 1993: Aufgspielt wird in Joschi’s Beisl; tévésorozat; Joschi
- 1993: Der Bienenkönig; tévésorozat; a méhész
- 1994: Der Mann von La Mancha; tévéfilm; Don Quijote / Cervantes
- 1995: Der Spritzen-Karli; tévésorozat; a Spritzen-Karli
- 1996: A bécsi Svejk 2. (Der Bockerer 2); Karl Bockerer
- 1997: Stockinger; tévésorozat; Alois Schefel zsandár
- 1997: Áll a bálna (Der Unfisch); Herr Johler
- 1997: Das ewige Lied; tévéfilm; Angerer fogadós
- 1997: Kastélyszálló (Schloßhotel Orth); tévésorozat; Hubert Prohaska
- 1998: Három úr (Drei Herren); Ezechiel Dölken
- 1999: Der Bulle von Tölz; bűnügyi tévésorozat; Rudolf Matuschek udvari tanácsos
- 2000: A bécsi Svejk 3. (Der Bockerer III - Die Brücke von Andau); Karl Bockerer
- 2001: Az ügynök halála (Tod eines Handlungsreisenden); tévéfilm; Willy Loman
- 2002: Am anderen Ende der Brücke; Old Roland
- 2003: Kórház a pálmák alatt (Klinik unter Palmen); tévésorozat; Nestor Gomez
- 2003: Zwei Väter einer Tochter; Paul Weinstein
- 2003: Vakáció szellemekkel (Summer with the Ghosts); Karl
- 2003: Der Bockerer IV – Prager Frühling; Karl Bockerer
- 2004: Frechheit siegt; tévéfilm; Paul Weinstein
- 2006: König Ottokars Glück und Ende; tévéfilm; Benesch von Diedicz
- 2008: A Loch Ness-i tó titka (Das Wunder von Loch Ness); tévéfilm; Tim Bender nagypapája
- 2008: Echte Wiener – Die Sackbauer-Saga; Edmund „Mundl” Sackbauer
- 1009: Sziklaöklű szerzetes (Lasko – Die Faust Gottes); tévésorozat; Magnus testvér
- 2009: Zapping-Alien@Mozart-Balls; Einstein
- 2010: Echte Wiener 2 – Die Deppat’n und die Gspritzt’n; Edmund „Mundl” Sackbauer
- 2011: Anfang 80; Bruno
- 2015: Der Blunzenkönig; a „Véreshurka-király” (Blunzenkönig); forgatókönyvíró is
- 2015: A szeretet hangján (Kleine Grosse Stimme); tévéfilm; Siegfried Goldberg
- 2019: Otto Neururer – Hoffnungsvolle Finsternis; Altenweisel érsek

## Kiadott művei
- So bin ich (önéletrajz), Styria-Verlag, 2005
- Meine liebsten Weihnachtsgeschichten (elbeszélések), Haymon, 2008 ISBN 978-3-85218-567-5

## További információ
- Karl Merkatz a PORT.hu-n (magyarul)
- Karl Merkatz az Internetes Szinkronadatbázisban (magyarul)
- Karl Merkatz az Internet Movie Database-ben (angolul)
- Karl Merkatz a Rotten Tomatoeson (angolul)
- Karl Merkatz az AlloCiné weboldalán (franciául)
- Karl Merkatz (angol nyelven). famousfix.com. (Hozzáférés: 2023. október 7.)
- Karl Merkatz (német nyelven). Filmdienst.de